# AVN Transsexual Performer of the Year Award
Ocenění AVN Transsexual Performer of the Year („transsexuální účinkující roku“) je udělováno každým rokem od 30. ročníku udělování cen AVN na ceremoniálu AVN Awards v lednu v hale The Joint v Hard Rock Hotelu a Casinu v nevadském městě Paradise.

## Pornoherečky
| Rok  | Foto    | Oceněné        | Nominované |
| ---- | ------- | -------------- | --- |
| 2004 | Portrét | Vaniity        | |
| 2005 | Portrét | Vicki Richter  | |
| 2006 | Portrét | Gia Darling    | |
| 2007 | Portrét | Buck Angel     | |
| 2008 | Portrét | Allanah Starr  | |
| 2009 | Portrét | Wendy Williams | |
| 2010 | Portrét | Kimber James   | |
| 2011 | Portrét | Bailey Jay     | |
| 2012 | Portrét | Bailey Jay     | |
| 2013 | Portrét | Vaniity        | Celeste, Amy Daly, Danni Daniels, Jessica Fox, Joanna Jet, Eva Lin, Venus Lux, Sunshyne Monroe, Aly Sinclair, Brittany St. Jordan, Tiffany Starr, Wendy Summers, Sarina Valentina, Wendy WIlliams   |
| 2014 | Portrét | Eva Lin        | Buck Angel, Natassia Dreams, Danika Dreamz, Jesse Flores, Jessica Fox, Foxxy, Kelli Lox, Venus Lux, Jane Marie, Carmen Moore, Tiffany Starr, Wendy Summers, Sarina Valentina, Vaniity               |
| 2015 | Portrét | Venus Lux      | Jonelle Brooks, Chanel Couture, James Darling, Jessy Dubai, Foxxy, Khloe Hart, Kelly Klaymour, Eva Lin, Kelli Lox, Chelsea Poe, Tyra Scott, Tiffany Starr, Vaniity, Wendy Williams                  |
| 2016 | Portrét | Venus Lux      | Jonelle Brooks, Delia DeLions, Jessy Dubai, Foxxy, Vixxen Goddess, Sienna Grace, Khloe Hart, Aubrey Kate, Kelli Lox, Kylie Maria, Carla Novaes, Holly Parker, Chelsea Poe, Tyra Scott               |
| 2017 |         | Aubrey Kate    | Michelle Austin, Aspen Brooks, Jessy Dubai, Jessica Fox, Foxxy, Nina Lawless, Kelli Lox, Venus Lux, Chelsea Marie, Sunshyne Monroe, Chelsea Poe, Domino Presley, Isabella Sorrenti, Stefani Special |
| 2018 |         | Aubrey Kate    | Foxxy, Dicky Johnson, Casey Kisses, Venus Lux, Natalie Mars, Tori Mayes, Marissa Minx, Mandy Mitchell, Sunshyne Monroe, Chanel Santini, Alexa Scout, Stefani Special, Shiri Trap, Freya Wynn        |